# Citation directe
Pour les articles homonymes, voir Citation.
Cet article concerne la notion juridique de procédure pénale. Pour le film, voir Citation directe (film).
En droit français, la citation directe est la saisine directe des juridictions pénales de jugement par laquelle l'auteur supposé de l'infraction est cité à comparaître à l'audience du jugement.
C'est donc une procédure rapide et expéditive qui évite la phase de l'instruction. Elle n'est possible que pour les délits et les contraventions.

## Cas d'usage
Elle peut être faite par la victime partie civile ou par le ministère public (procureur ou officier de police judiciaire par voie de convocation). L'acte du commissaire de justice est nommé voie de citation directe.
Le droit pénal français se distingue de beaucoup de pays en permettant à la partie civile de citer directement une personne devant un tribunal de police ou correctionnel.
La citation directe n'est pas possible pour un crime, et elle suppose que la partie civile dispose elle-même des preuves de l'infraction que le tribunal découvrira et examinera à l'audience (c'est fréquent en matière d'abandon de famille, de la part des femmes seules contre le père de leurs enfants qui ne paie pas la pension alimentaire).
Si la partie civile n'a pas de preuves suffisantes ou si l'infraction est un crime, le seul moyen de contourner le parquet est de saisir un juge d'instruction au moyen d'une plainte avec constitution de partie civile.
Un procureur devant un dossier de plainte contenant des preuves flagrantes d'un délit peut refuser d'instruire ou d'engager l'action publique, et demander au juge « une ordonnance de refus d'informer, tout en invitant la partie civile à engager des poursuites par voie de citation directe »,.

## Inconvénients
La partie civile ne peut interjeter appel du jugement qu'en ce qui concerne les intérêts civils, contrairement au condamné et au ministère public qui, eux, peuvent faire appel sur l'action publique (même d'une relaxe éventuellement).
La procédure de citation directe fait peser sur la victime le coût des frais de commissaire de justice, nécessite une consignation. Enfin, le recours à ce type de procédure pourrait être mal perçu par les tribunaux. 